# 3726-os mellékút (Magyarország)
A 3726-os számú mellékút egy bő 4 kilométeres hosszúságú, négy számjegyű mellékút Borsod-Abaúj-Zemplén vármegye keleti részén, a Zempléni-hegységben; Bózsvától húzódik Nyíriig.

## Nyomvonala
A 3708-as útból ágazik ki, annak a 25+150-es kilométerszelvénye közelében, Bózsva központjában, észak-északnyugati irányban. Esze Tamás út néven húzódik a belterület széléig, amit mintegy 300 méter után hagy maga mögött. A község határát 1,3 kilométer után ér el, pár száz méteren át a határvonalat  kíséri, de nem sokkal ezután teljesen a következő falu, Nyíri területére lép. E község első házait mintegy 3,3 kilométer megtétele után éri el, ott a Rákóczi Ferenc út nevet veszi fel; úgy is ér véget, a település központjában, beletorkollva a 3725-ös útba, annak az 5+150-es kilométerszelvénye közelében.
Teljes hossza, az országos közutak térképes nyilvántartását szolgáló kira.kozut.hu adatbázisa szerint 4,330 kilométer.

## Története
A Kartográfiai Vállalat 1990-es kiadású Magyarország autóatlasza egyáltalán nem tünteti fel (még földútként sem), így feltehetőleg csak később – még tisztázandó időpontban – épült meg.